# Plac Wolności w Tallinnie

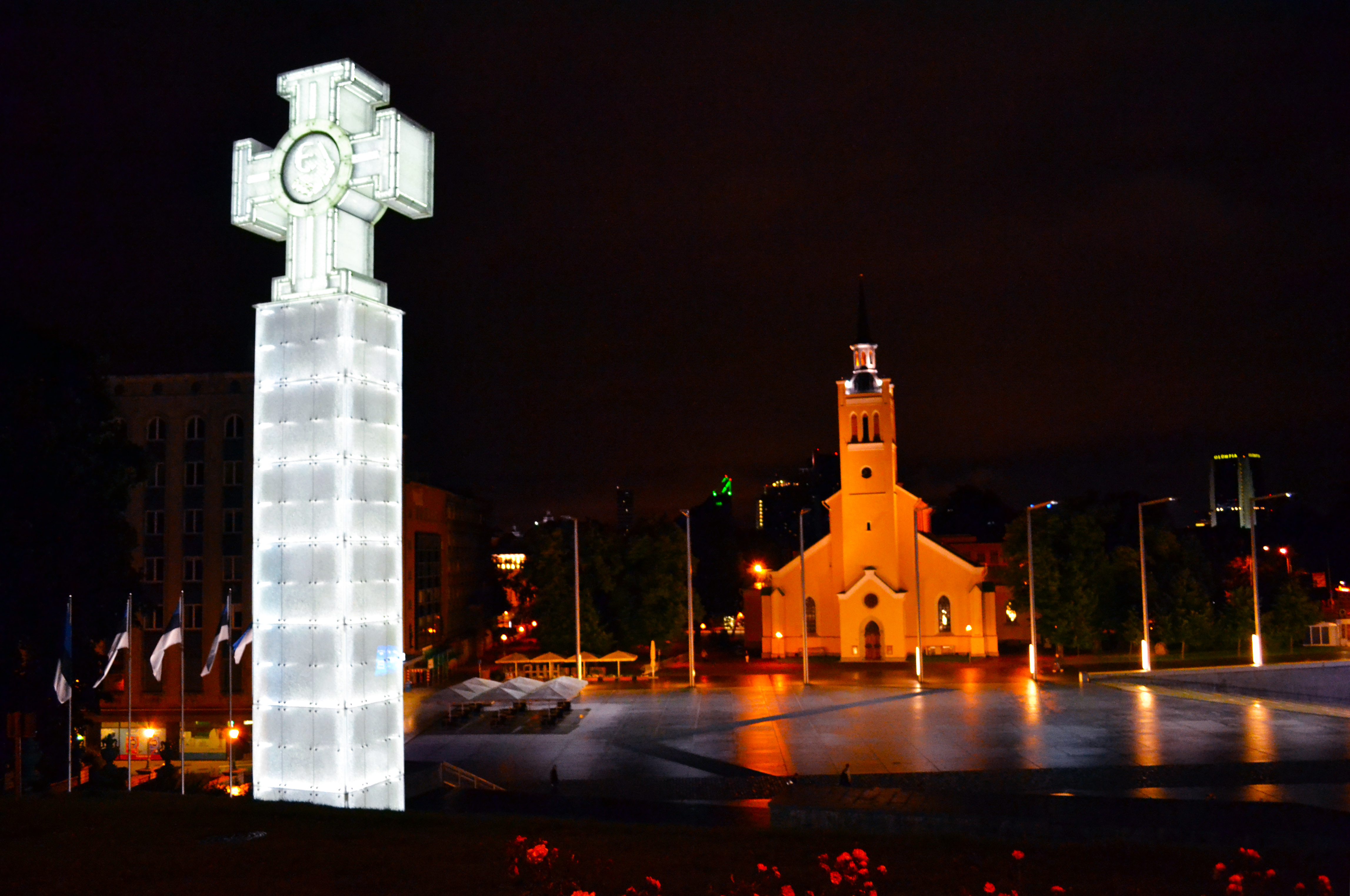
Plac Wolności w Tallinnie

Plac Wolności w Tallinnie (est. Vabaduse väljak) – plac na południowym krańcu Starego Miasta w Tallinnie, na którym odbywają się uroczystości państwowe i  koncerty. Od wschodu ogranicza go kościół św. Jana (zbudowany w latach 1862-67), od południa bulwar Kaarli i podziemne centrum handlowe (2008-09), a od zachodu Kolumna Zwycięstwa (2009) upamiętniająca estońską wojnę o niepodległość 1918-1920.

## Opis
Za obecny wygląd placu odpowiadają architekci Tiit Trummal, Veljo Kaasik i Andres Alver. Przed 2010 rokiem był w tym miejscu parking. Plac ma powierzchnię 7752 m² o wymiarach ok. 2 tys. 110 m na 75 m.

### Miejsca położone w pobliżu placu
- Kolumna Zwycięstwa w Walce o Niepodległość
- Kościół św. Jana
- Hotel Palace
- Szkoła Muzyczna im. Georga Otsa
- Teatr Rosyjski
- Budynek władz miejskich Tallinna
- Galeria Sztuki
- Związek Artystów Estońskich
- Centrum Estońskiej Sztuki Współczesnej

## Historia
Plac powstał na miejscu bastionu szwedzkiego przed Bramą Harju, która została zburzona w połowie XIX wieku. W 1867 r. na placu wzniesiono kościół św. Jana. W 1910 r. zlikwidowano targ sienny, a plac wybrukowano. W 200. rocznicę zdobycia miasta przez Imperium Rosyjskie na placu postawiono pomnik Piotra I. Monument został usunięty 1 maja 1922 roku.
W 1935 r. powiększono powierzchnię placu. Przeniesiono bulwary i pod placem wybudowano prawie 2500 metrów kwadratowych nowej przestrzeni.

### Okres Związku Radzieckiego
29 kwietnia 1941 Plac Wolności został przemianowany na Plac Zwycięstwa po rozpoczęciu radzieckiej okupacji Estonii. Jesienią 1941 r., po wkroczeniu Wehrmachtu, przywrócono nazwę Plac Wolności. 22 września 1944 Armia Czerwona wkroczyła do Tallinna i przed rokiem 1948 r. przywrócono nazwę Plac Zwycięstwa. W okresie radzieckim Plac Wolności był znany jako Plac Zwycięstwa (est. Võidu väljak). W ZSRR na placu odbywały się parady z okazji świąt takich jak Dzień Zwycięstwa, Rewolucja Październikowa, a przed 1969 r. Międzynarodowy Dzień Robotników.

### Współczesność
23 czerwca 2009 na placu ustawiono Krzyż Wolności i Pomnik Wojny o Niepodległość.

## Galeria

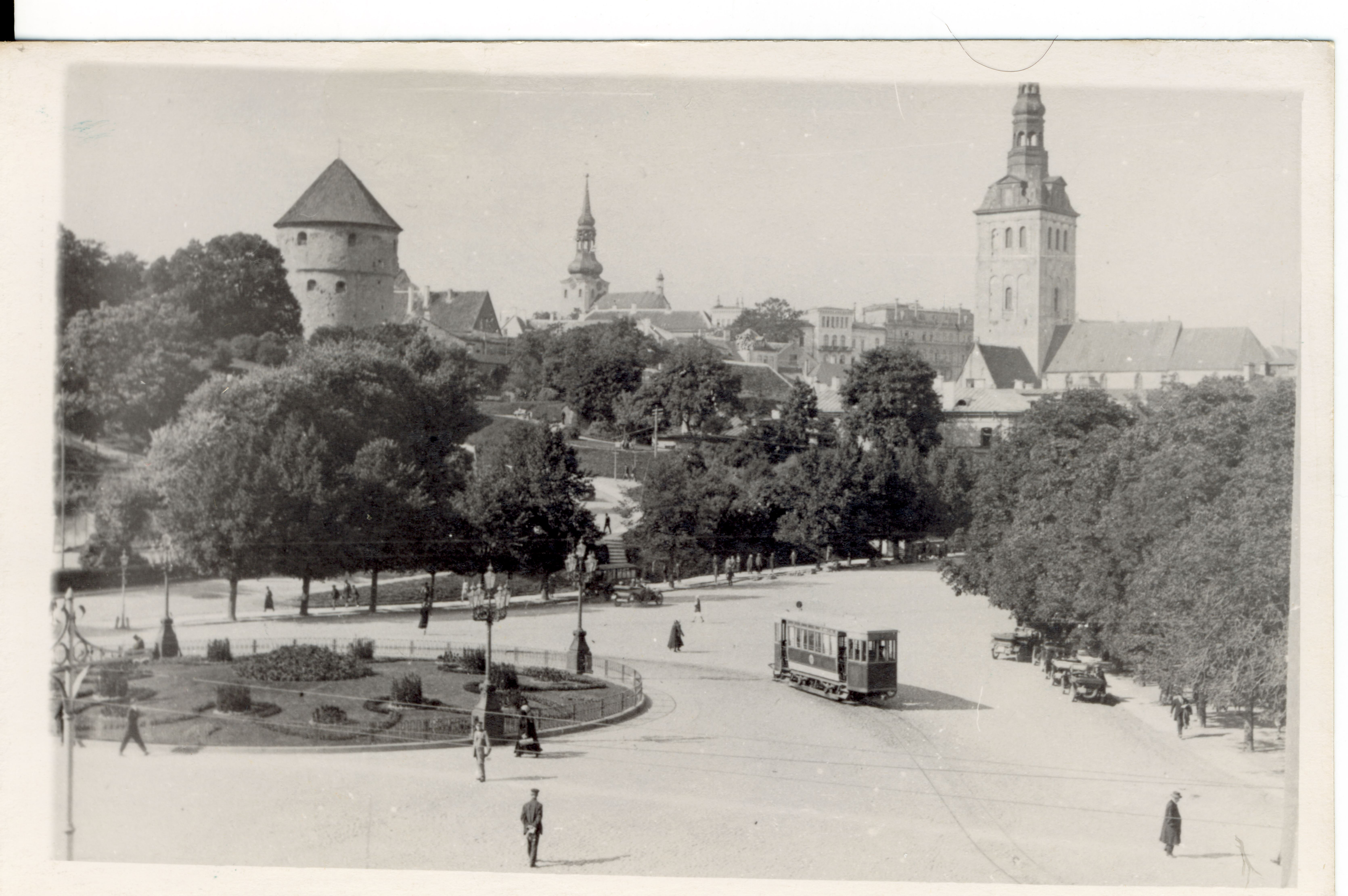
Plac w latach 20. XX wieku
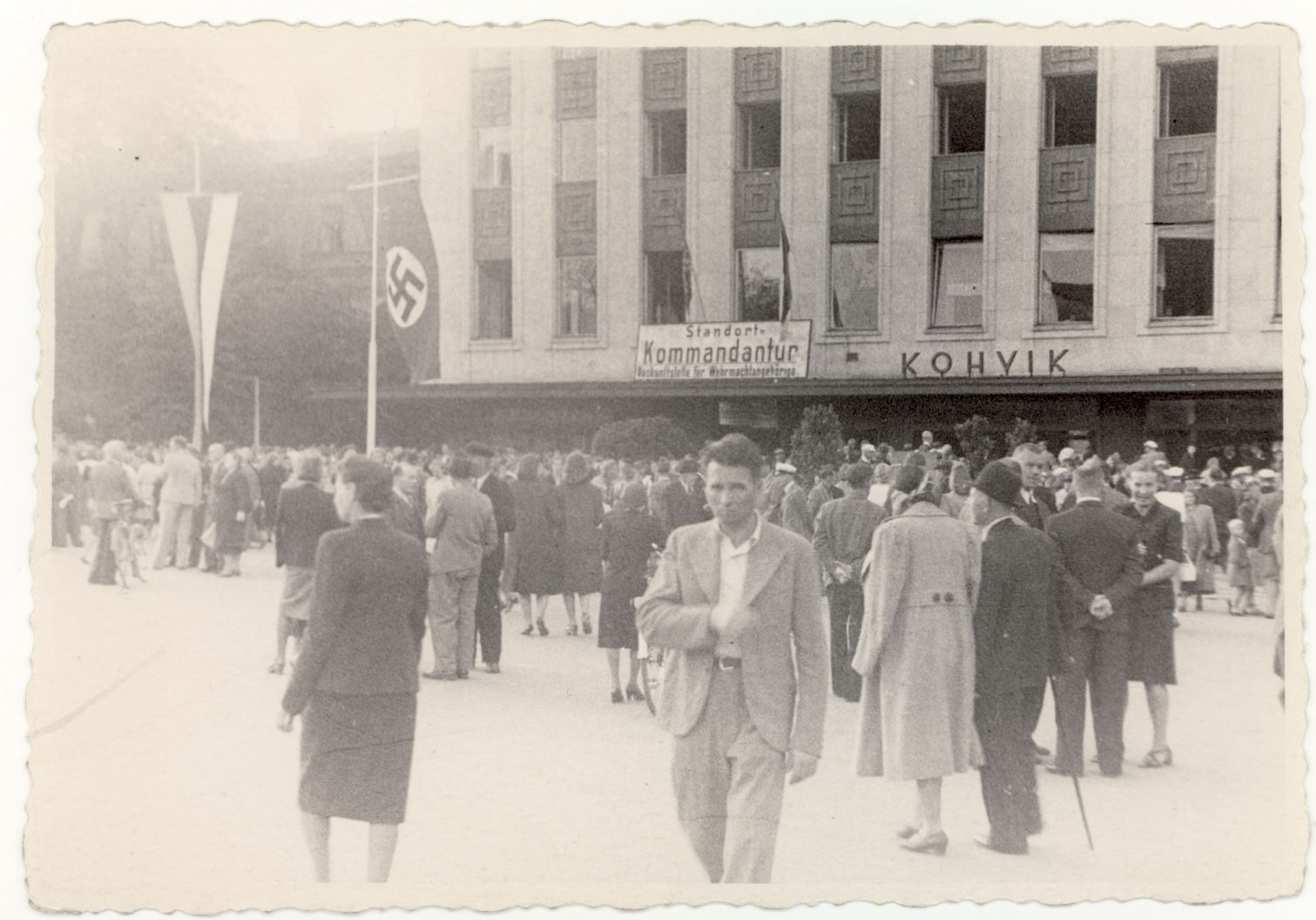
Plac między 1942 a 1944 r.
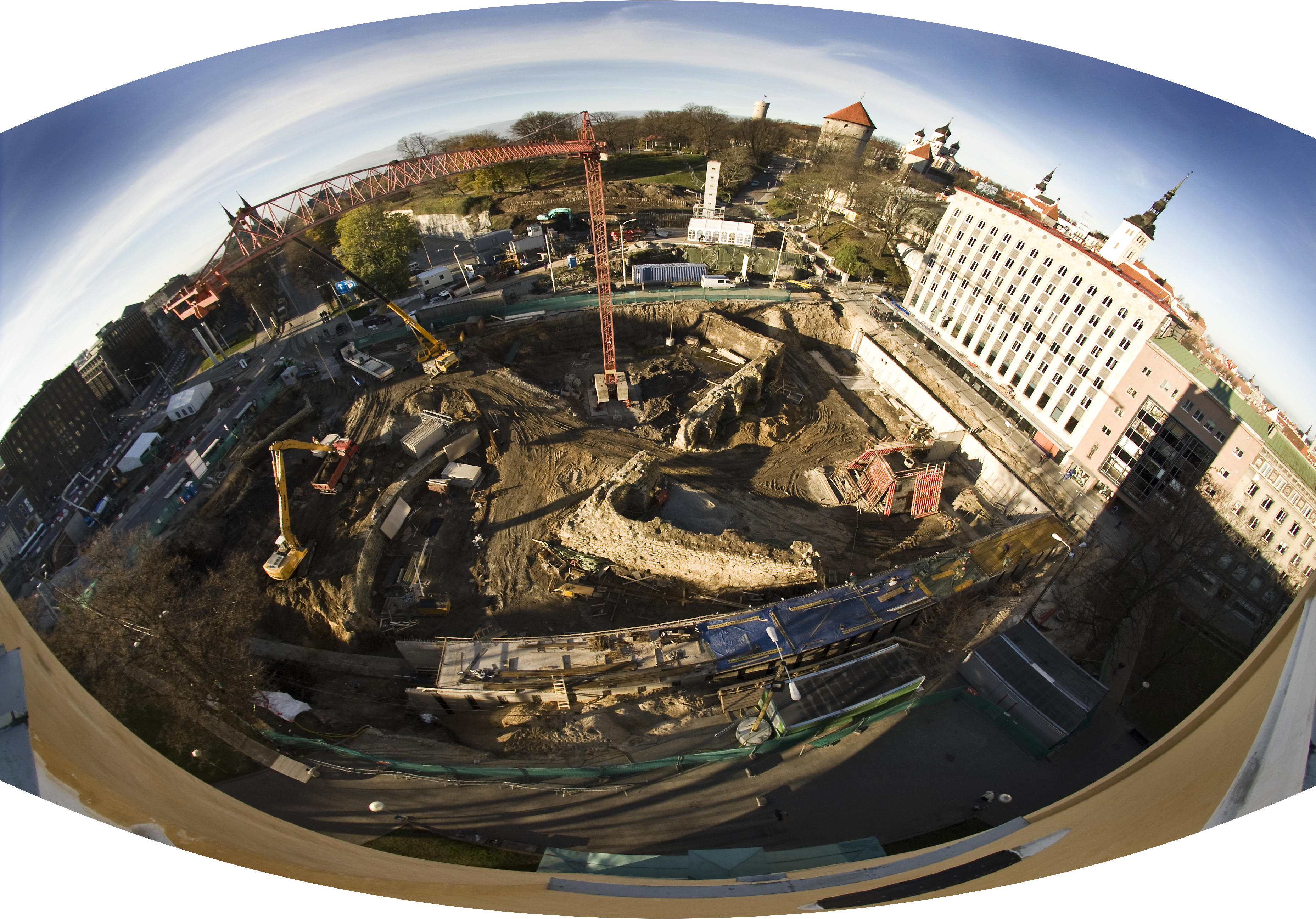
Widok placu w czasie przebudowy w 2008 r.
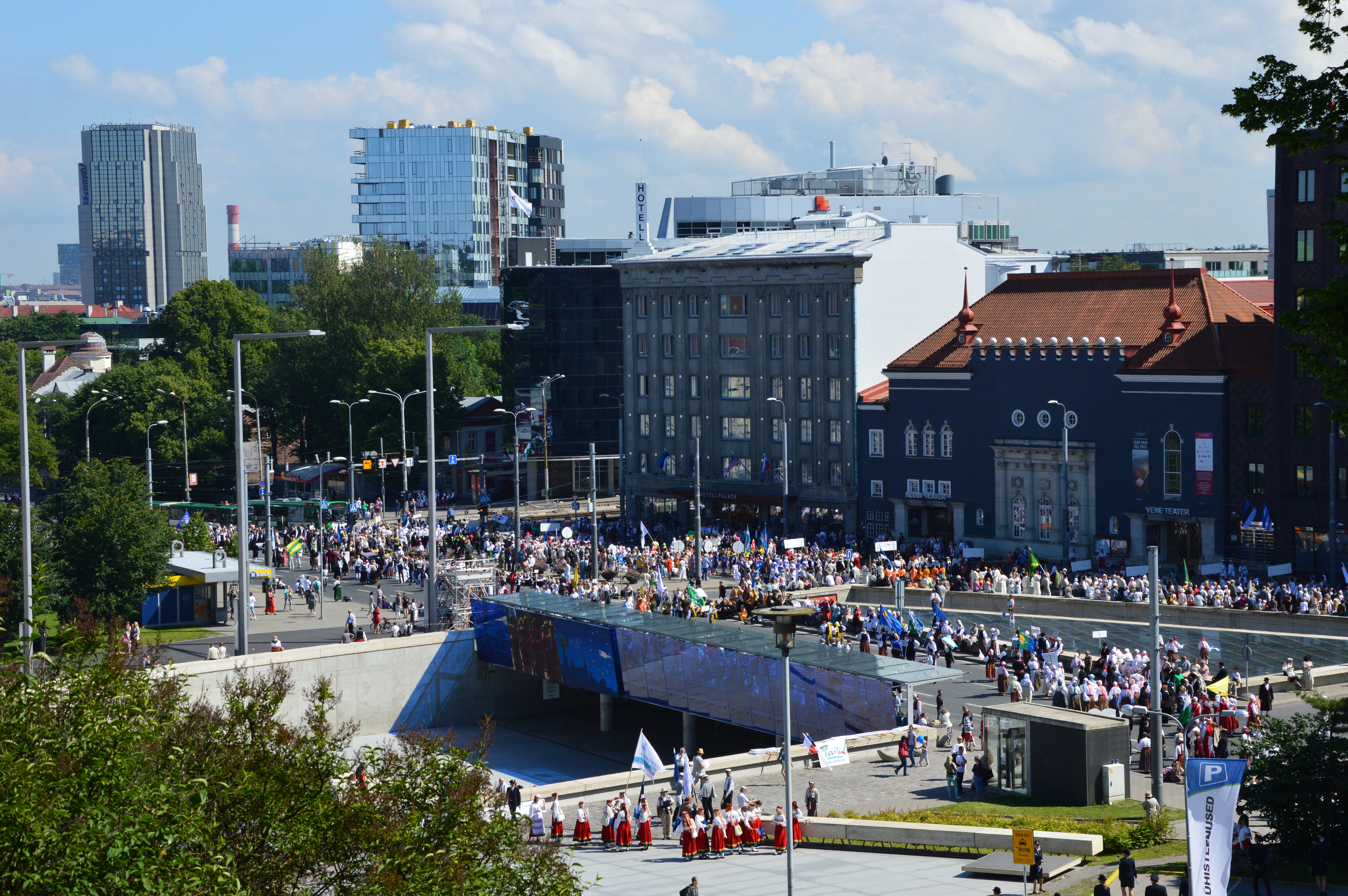
Widok placu w 2014 r.
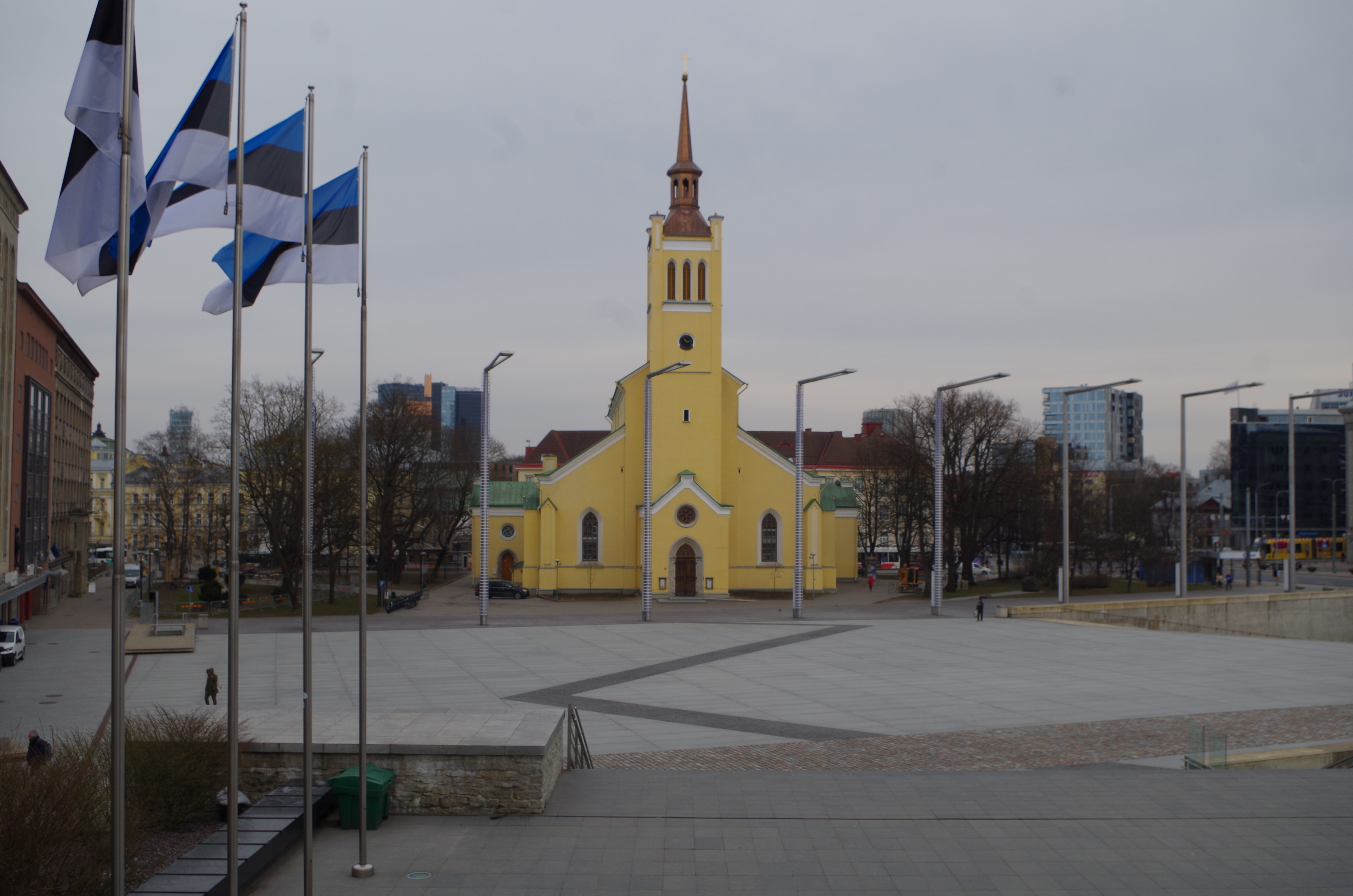
Widok na opustoszały w marcu 2020 r. plac z kościołem św. Jana